# Weiße Archenmuschel
Die Weiße Archenmuschel (Striarca lactea) ist eine Muschel-Art aus der Familie der Noetiidae in der Ordnung Arcida.

## Merkmale
Das gleichklappige, mäßig aufgeblähte Gehäuse ist im Umriss gerundet länglich-trapezförmig. Die Länge der adulten Gehäuse beträgt etwa 14 bis 20 Millimeter. Das Gehäuse ist nur geringfügig länger als hoch (L/B-Index = 1,4), und der hintere Gehäuseteil ist etwas verlängert. Der kräftige Wirbel befindet sich bei zwei Fünfteln der Gesamtdorsallänge vom Vorderende entfernt. Die Wirbel sind niedrig und breit und überragen den annähernd geraden, vergleichsweise kurzen Dorsalrand. Durch die großen Wirbel entsteht von oben gesehen ein breites Dorsalfeld.
Der Vorderrand fällt steil ab (steiler als der Hinterrand) und ist fast gerade bis schwach konvex gerundet. Der Übergang von vorderen Dorsalrand zum Vorderrand und auch zum Ventralrand sind flach gerundet. Der Übergang vom hinteren Dorsalrand zum Hinterrand ist schwach gerundet. Der Hinterrand selber ist fast gerade oder leicht konvex gewölbt; er fällt flach (flacher als der Vorderrand) zum Ventralrand an. Der Übergang zum Ventralrand ist eng gerundet. Der Ventralrand ist mäßig tief gerundet. Das hintere Gehäusefeld ist durch einen vom Wirbel ausgehenden und zum Übergang Hinterrand/Ventralrand verlaufenden flachen Rücken deutlich abgesetzt. Im Ventralrand ist eine Aussparung für den Byssus vorhanden; auch bei geschlossenem Gehäuse klaffen hier die beiden Klappen. Der innere Gehäuserand ist im Wesentlichen glatt, einige Exemplare zeigen auch schwache Zähnelungen, die mit den radialen Rippen korrelieren.
Das Schloss ist taxodont, die gebogene Schlossplatte kräftig. Die außen zunächst großen Zähnchen werden zur Mitte hin kleiner. Im hinteren und vorderen Teil sind jeweils sieben divergierende Zähnchen vorhanden. Das duplivinculare Ligament erstreckt sich in parallelen Bändern über das Dorsalfeld.
Die weißliche Schale ist nicht besonders dick, aber sehr robust. Die Ornamentierung besteht aus radialen feinen und dicht stehenden Rippchen, die fein gekörnelt sind. Jeweils auf dem hinteren und vorderen Gehäusefeld sind die Rippchen etwas kräftiger und stehen weiter auseinander. Sie kreuzen sich mit feinen Anwachsstreifen und etwas deutlicheren Wachstumsunterbrechungen. Mit dem weiteren Wachstum schalten sich sekundäre Rippchen zwischen die primären Rippchen ein. Das Periostracum ist meist nur am Rande und im hinteren Gehäuseteil erhalten und ist zu dichten, braunen und kurzen Härchen zwischen den feinen Rippen ausgezogen.
Die zwei Schließmuskeln sind ungefähr gleich groß. Die Muskelansatzstellen sind leicht erhaben mit einem flachen Rand.
Rechte und linke Klappe des gleichen Tieres:

Rechte Klappe
Linke Klappe

## Geographische Verbreitung, Lebensweise und Lebensraum
Die Art lebt im Mittelmeer, Marmarameer und Schwarzem Meer sowie den angrenzenden Atlantikküsten. Im Norden reicht das Verbreitungsgebiet bis Südengland, im Süden entlang der afrikanischen Küste und den Kanarischen Inseln bis zum Senegal. Sie kommt hier vom Gezeitenbereich bis in 270 Meter Wassertiefe vor.

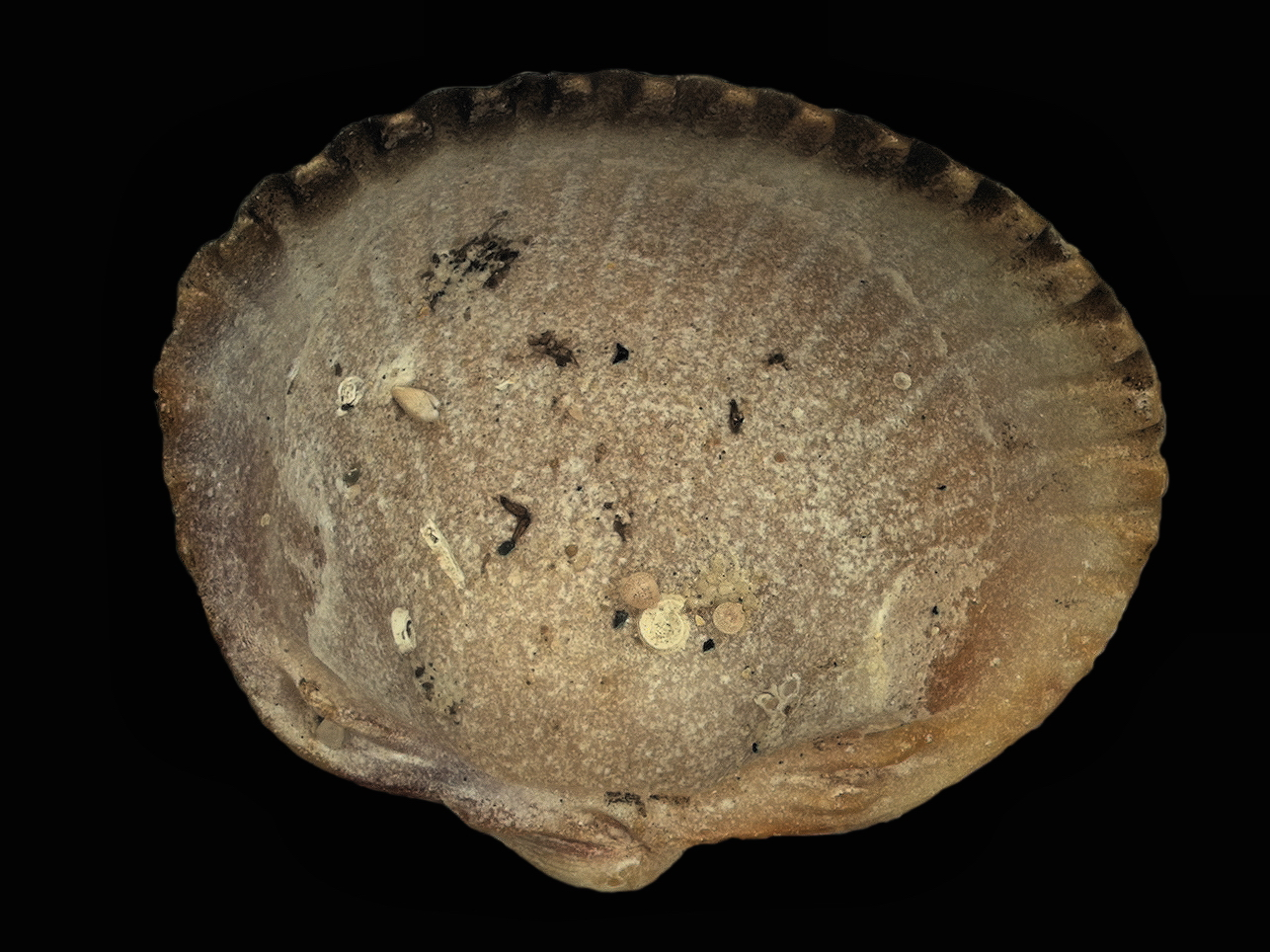
Die Weiße Archenmuschel und Armfüßer der Art Gwynia capsula angeheftet an eine große Herzmuschel-Schale

Sie lebt dort angeheftet mit Byssusfäden an Hartsubstrat, darunter auch an andere Muschelgehäuse wie z. B. Herzmuscheln.

## Taxonomie
Carl von Linné beschrieb die Art bereits 1758 in der 10. Auflage seines Systema Naturae in der Kombination Arca lactea zum ersten Mal. Es ist die Typusart der Gattung Striarca Conrad, 1862. Striarca lactea hat eine ganze Reihe von Synonymen: Arca crinita Pulteney, 1799, Arca gaimardi Payraudeau, 1826, Arca lactanea S. V. Wood, 1840, Arca pennantiana Leach in Gray, 1852, Arca perforans Turton, 1819, Arca quoyi Payraudeau, 1826, Arca reticulata Risso, 1826, Arca rosea Nardo, 1847, Arca striata Reeve, 1844 (non Arca striata Gmelin, 1791), Arca striatella Nyst, 1848, Striarca lactea epetrima Oliver & Cosel, 1993 und Striarca lactea scoliosa Oliver & Cosel, 1993.

## Belege

### Online
- Marine Bivalve Shells of the British Isles: Striarca lactea (Dall 1881) (Website des National Museum Wales, Department of Natural Sciences, Cardiff)